# Erissoides striatus
Erissoides striatus là một loài nhện trong họ Thomisidae.
Loài này thuộc chi Erissoides. Erissoides striatus được Cândido Firmino de Mello-Leitão miêu tả năm 1929.